# Verle
Verle eller Verled är en by och  småort i Ale kommun, belägen i Hålanda socken. En mindre del av byn söder om den tidigare småorten ingår sedan 2015 i småorten Stommen.
Från 1650-talet fanns ett gästgiveri i Verle. 1849-1962 fanns en folkskola i Verle. Från 1850-talet till 1957 fanns här en lanthandel. 2015 hade folkmängden i området minskat och småorten upplöstes. Vid avgränsningen 2020 hade den dock ökat och orten klassades återigen som en småort

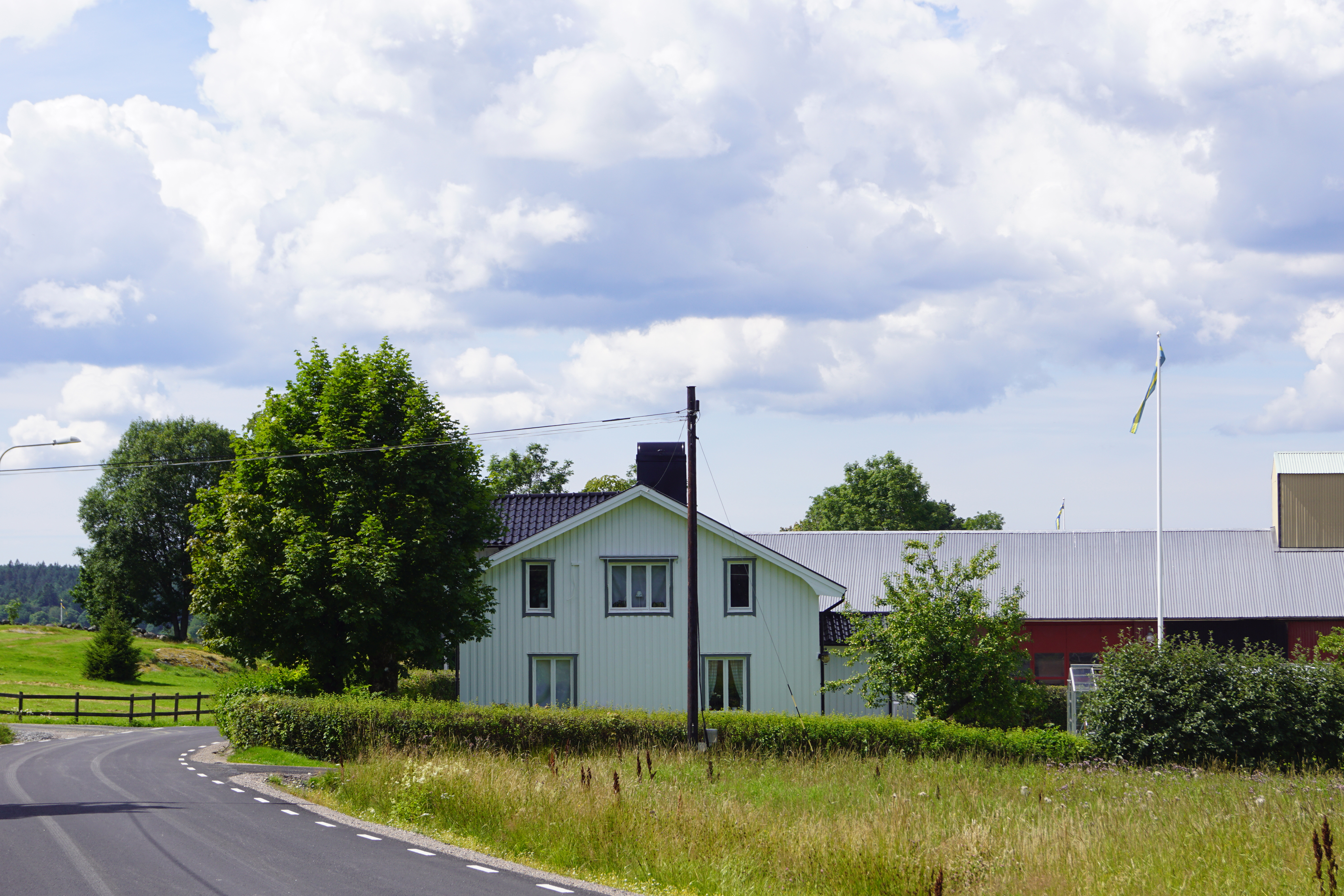
Det tidigare gästgiveriet, sedan länge privatbostad.

Under 2008-2009 genomförde insamlingsstiftelsen Ett klick för skogen en insamling för att bevara det näraliggande naturreservatet Verle gammelskog.